# WUTB
A WUTB é uma emissora de televisão americana instalada na cidade de Baltimore, no Estado de Maryland. A emissora é afiliada à rede MyNetworkTV e é sintonizada no Canal 41 digital (ou Canal 24 virtual).
A FCC deu licença ao Canal 24 em meados dos anos 80. A emissora iniciou as atividades na véspera do Natal do dia 24 de dezembro de 1985, com nome de WKJL-TV, como emissora independente, ou seja, sem nehuma afiliação com alguma rede. Em 1987, mudou de nome para WHSW e desistiu de operar estação independente, ao passar ser afiliada à HSN. Em 1992, mudou de nome novamente para WHSW-TV e manteve afiliação com a HSN.
Em 1998, mudou para atual nome e de rede, a UPN. Em 2006, com o fim da UPN, que dividiu em duas redes, com The CW e MyNetworkTV, a WMJF-CD decidiu afiliar a nova rede que surgia, a MyNetworkTV.
Em 2009, depois de 23 anos no ar, a emissora deixou ser exibida no Canal 24 VHF analógico, devido a transição analógica ao digital iniciada nos Estados Unidos em 1999.